# Погорелов, Валерий Иванович
Валерий Иванович Погорелов (рум. Valeriu Pogorelov; 25 июня 1967, Беляевка, Одесская область, Украинская ССР) — советский и молдавский футболист, защитник и полузащитник, тренер. Выступал за сборную Молдавии.

## Биография
Начал играть на взрослом уровне во время военной службы за клубы «Атлантика» (Севастополь) во второй лиге СССР и СККЧФ (Севастополь) в ведомственных соревнованиях. В 1989 году перешёл в симферопольскую «Таврию» и в течение трёх сезонов был основным игроком клуба в первой лиге.
После распада СССР перешёл в тираспольский «Тилигул», выступавший в чемпионате Молдавии. Провёл за клуб более 100 матчей. Неоднократный серебряный призёр чемпионата страны (1992, 1992/93, 1993/94, 1994/95, 1995/96); обладатель (1992/93, 1993/94, 1994/95) и финалист (1992, 1995/96) Кубка Молдавии. Участвовал в матчах еврокубков.
В начале 1997 года перешёл в одесский «Черноморец». Дебютный матч в чемпионате Украины сыграл 11 марта 1997 года против «Кривбасса». Единственный гол в составе одесситов забил 26 сентября 1997 года в ворота киевского «Динамо». По итогам сезона 1997/98 со своим клубом вылетел из высшей лиги. Всего за два года в составе «Черноморца» сыграл в первенствах Украины 50 матчей и забил один гол (из них в высшей лиге — 36 матчей и один гол).
После возвращения в Молдавию играл за «Тилигул», кишинёвские «Конструкторул» и «Агро». В составе «Конструкторула» в сезоне 1998/99 — серебряный призёр чемпионата и финалист Кубка Молдавии, в сезоне 1999/00 — бронзовый призёр чемпионата и обладатель Кубка. Всего в высшей лиге Молдавии провёл более 220 матчей.
16 апреля 1994 года дебютировал в составе национальной сборной Молдавии в товарищеском матче против сборной США. 12 октября 1994 года забил свой единственный гол за сборную, ставший победным в отборочном матче чемпионата Европы против Уэльса (3:2). В 1994 и первой половине 1995 года регулярно вызывался в сборную и сыграл 10 матчей. Последний матч после трёхлетнего перерыва сыграл 22 марта 1998 года против Азербайджана.
В 2007 году работал тренером в клубе второго дивизиона Молдавии «Флорень». С февраля 2008 по июль 2009 года возглавлял клуб высшего дивизиона «Олимпия» (Бельцы).

## Достижения
- Серебряный призёр чемпионата Молдавии: 1992, 1992/93, 1993/94, 1994/95, 1995/96, 1998/99
- Бронзовый призёр чемпионата Молдавии: 1999/00
- Обладатель Кубка Молдавии: 1992/93, 1993/94, 1994/95, 1999/00
- Финалист Кубка Молдавии: 1992, 1995/96, 1998/99